# Le Pin, Loire-Atlantique
Le Pin (bretonsko Ar Bineg) je naselje in občina v francoskem departmaju Loire-Atlantique regije Loire. Leta 2012 je naselje imelo 792 prebivalcev.

## Geografija
Kraj leži v pokrajini Bretaniji ob meji z Anjoujem, 51 km severovzhodno od Nantesa.

## Uprava
Občina Le Pin skupaj s sosednjimi občinami Anetz, Ancenis, Belligné, Bonnœuvre, La Chapelle-Saint-Sauveur, Couffé, Le Fresne-sur-Loire, Maumusson, Mésanger, Montrelais, Oudon, Pannecé, Pouillé-les-Côteaux, La Roche-Blanche, La Rouxière, Saint-Géréon, Saint-Herblon, Saint-Mars-la-Jaille, Saint-Sulpice-des-Landes, Varades in Vritz sestavlja kanton Ancenis s sedežem v Ancenisu; slednji je tudi sedež okrožja Ancenis.

## Zanimivosti
- cerkev sv. Lanberta iz začetka 20. stoletja;